# Annisokay
Annisokay — немецкая постхардкоррная группа из Галле, Саксония-Анхальт. В настоящее время в состав группы входят гроул-вокалист Руди Шварцер, гитарист и вокалист Кристоф Вичорек, басист Питер Лойхардт и барабанщик Нико Ваин. Annisokay является ответом на название песни «Annie, Are You Okay?»: «Ann is ok».
На сегодняшний день Annisokay выпустила два демо-диска, два EP и пять студийных альбомов.
Annisokay несколько раз гастролировала по Германии вместе с Silverstein, Callejon и Electric Callboy. Также в начале 2022 года у Annisokay состоялся тур с группой Future Palace. Кроме того они играли на летней церемонии «Breeze Open Air» в 2014 году и на фестивале «Mair1» в Монтабауре.

## История группы
Группа была основана в 2007 году в Галле, Саксония-Анхальт. В 2008 и 2009 годах группа выпустила два демо-песни «My Ticket to Reno» и «The Point You Will Still Miss». Группа выпустила кавер на песню «Telephone» Леди Гаги, но она так и не была официально выпущена.
2 сентября 2012 года группа выпустила клип «Sky», ставший синглом для дебютного альбома «The Lucid Dream[er]», который был выпущен 1 октября 2012 года. Записал его Джои Стерджис, работавший в прошлом с We Came as Romans, Emmure и Asking Alexandria. Альбом был спродюсирован Кристофом Вичореком в его собственной студии звукозаписи «Sawdust Recordings» и Алёшей Зигом в «Pitchback Studios».
В 2013 году Annisokay подписали контракт с Radtone Music на выпуск альбома в Японии. В конце июля группа впервые отправилась в тур, который начался в Венрае, Нидерланды.

## Контракт с лэйблом SPV GmbH и гастроли
В январе 2014 года группа участвовала в хедлайнере «We Are the Mess» с Electric Callboy. Тур прошёл по Кёльну, Берлину, Мюнхену и Гамбургу. За несколько дней до начала тура группа объявила о том, что собирается вновь начать работу с Джои Стерджисом над их новым альбомом.
20 апреля того же года группа подписала контракт лэйблом с SPV GmbH, который переиздал дебютный альбом «The Lucid Dream[er]». Специально для Центральной Европы и Северной Америки был выпущен диск с бонусным материалом. В июне группа гастролировала с Silverstein в некоторых городах Германии.
В феврале и марте 2015 года Annisokay и Vitja выступили вместе с Callejon в своём туре «Wir sind Angs». В этом же году группа порадовала фанатов вторым официально выпущенным студийным альбомом «Enigmatic Smile», который занял первое место в рейтинге чартов немецких рок-альбомов.

## Передышка от туров и 3-й альбом
В апреле группа гастролировала целых два раза в качестве поддержки Эмиля Буллса в Германии. В октябре группа отправилась в турне по Германии, Люксембургу, Австрии и Швейцарии с группой «Fearless Vampire Killers» из Англии.
После собственного тура и нескольких фестивалей в конце 2015 года участники группы подвели итоги: они сыграли 72 концерта в 9 странах. 2 Декабря 2015 года они объявили в Facebook, что берут передышку от концертных выступлений и гастролей, чтобы начать работу над их третьим альбомом и «Небольшим секретом». Месяц спустя Группа объявила, что она рассталась с барабанщиком Даниэлем Херрманном.

## Новый альбом, барабанщик и кавера
28 Апреля Annisokay выпустили видеоклип песни «What’s Wrong» и объявила о выпуске нового альбома 11 ноября 2016 года. Через шесть месяцев после ухода Даниэля Херрманнова группа представила нового участника Нико Ваина, в качестве нового барабанщика. Вскоре группа раскрыла «Небольшой секрет», им оказался новый EP под названием «Annie Are You Okay?», что дало название группе, а также песня является данью Майклу Джексону. Альбом был выпущен только на цифровом носителе и включал в себя хардкорные каверы на песни «Beat It», «Thriller», «Scream» и «They Don’t Care About Us». 7 сентября они показали официальную обложку и раскрыли название нового полноценного альбома «Devil May Care». Также, до выпуска, они выпустили музыкальные клипы «Loud» (октябрь 2016) и «Blind Lane» (ноябрь 2016).
Несмотря на сообщение о прекращении гастролей, Annisokay вернулись в феврале, чтобы поддержать Parkway Drive на двух концертах в России. Также в феврале 2016 года было объявлено, что Annisokay намерена присоединиться к The Word Alive в своём туре «The Dark Matter EU/UK Tour» в мае 2016 года. В конце 2016 года была Annisokay специальным гостем Electric Callboy на «Fandigo Tour» и объявила о своём собственном под названием «Devil May Care Tour» в 2017. Тур включал концерты в Великобритании, Чехии, России, Белоруссии, Украине, а также 14 концертов в Германии.

## Контракт с лэйблом Arising Empire
16 Ноября 2017 года группа подписала контракт с немецким звукозаписывающим лэйблом Arising Empire. Следом группа расширила тур «Devil May Care» на три концерта и на фестивальные концерты 2018, включая фестиваль «Rhein Riot» и «Summer Breeze».
18 Января 2018 года Annisokay намекнули, что начата работа над их четвёртым студийным альбомом. Два месяца спустя они объявили, что будут участниками тура группы I Set My Friends On Fire на «10 Years Of Slaughter Tour», содержавший 34 концерта с 13 июля по 19 августа. Этим Annisokay установили рекорд самого длинного тура по Соединённым Штатам, проведённого немецкой группой. Группа задокументировала свои туры в США, а также свои более поздние туры по Японии и в России. В ответ I Set My Friends On Fire участвовали на хедлайнере Annisokay «Fully Automatic Tour», состоявший из двух концертов в Великобритании и 16 концертов в Германии.
12 июня Annisokay объявила, что альбом под названием «Arms» выйдет 17 августа 2018. Несколько недель спустя они выпустили песни «Unaware» и «Coma Blue».
После выпуска «Arms» достиг 26-го места в официальных немецких рок-чартах, что сделало его самым успешным альбомом Annisokay в истории группы.

## Уход гроул-вокалиста и появление нового
21 Октября 2019 года группа неожиданно объявила, что они внезапно расстались с гроул-вокалист Дэйвом Грюневальдом. Несмотря на то, что он больше не был активным участником группы, Annisokay обещали отыграть с ним все запланированные концерты. Сразу после сообщения группы Дэйв Грюневальд подтвердил уход и заверил, что Annisokay и он сам расстались на дружеских условиях. По словам лидера группы Кристофа Вичорека гроул и крик останутся частью группы. 26 октября Annisokay отыграла своё первое концертное выступление без Грюневальда в Шютторфе, представив нового гроулиста Руди Шварцера — бывшего участника немецкой хардкор-группы Wither. На ежегодном туре «X-mas Bash» Annisokay представила новую песню со своим новым гроулистом Руди. Однако они не раскрыли название композиции. 17 Апреля 2020 года группа выпустила видео-клип к новой песни под названием «STFU» (аббр. от «Shut The Fuck Up»), которой и оказалась та самая песня. 28 сентября группа выпустила ещё одну песню «Bonfire of the Millennials», которая также появилась в новом альбоме, также Annisokay объявили выход альбома «Aurora» в 2021 году.
1 июня 2021 года голландская симфоническая метал группа Within Temptation объявила, что сотрудничает с Annisokay, записав сингл «Shed My Skin», который был выпущен 25 июня 2021 года. Премьера видеоклипа состоялась 8 июля 2021 года во время виртуальных выступлений группы. А 5 ноября Annisokay выпустили новый клип «Time», который пока является синглом. Новый альбом ещё не анонсирован.

## Работа с Future Palace
После подписания договора Future Palace с лэйблом Arising Empire, они начали работу над новым альбомом «RUN». Некоторые песни для которого лично сводил лидер группы, Кристоф Вичорек. Также Future Palace присоединилась к очередному туру Annisokay по всей Германии, а также по некоторым городам России.

## Участники

### Актуальный состав
- Кристоф Вичорек — чистый вокал, гитара, продюсирование (2007-н.в.);
- Нико Ваин — ударные (2016-настоящее время);
- Руди Шварцер — гроул-вокал (2019-настоящее время).
- Питер Лойхардт — бас-гитара (2023—настоящее время)

### Бывшие
- Кей Вестфал — ударные (2007);
- Даниэль Херрманн — ударные (2009—2015);
- Торстен Свон — бас-гитара (2007);
- Себастьян Лохриш — бас-гитара (2007—2010);
- Саймон Садевассер — бас-гитара (2011—2013);
- Филипп Крецшмар — соло-гитара (2013—2018);
- Феликс Фрёлих — гроул-вокал (2007—2011);
- Дэйв Грюневальд — гроул-вокал (2011—2019).
- Норберт Роуз — соло-гитара (2007—2013), бас-гитара (2013-2023)

## Дискография

### The Lucid Dream[er] (2014)
| №   | Английское название | Переведённое название  |
| 1.  | The Final Round     | Финальный Раунд        |
| 2.  | Sky                 | Небо                   |
| 3.  | Anniversary         | Годовщина              |
| 4.  | Firewalk            | Поступь Огня           |
| 5.  | Monstercrazy        | Монстр Сумашествия     |
| 6.  | Who I Am            | Кто Я Такой            |
| 7.  | The Believer        | Верующий               |
| 8.  | Insanity            | Безумство              |
| 9.  | Ghost Of Me         | Призрак Меня           |
| 10. | By The Time         | Ко Времени             |
| 11. | Where Do I Start    | С Чего Я Начал         |
| 12. | Day To Day Tragedy  | Каждодневная Трагедия  |
| 13. | Wasted & Useful     | Бесполезное & Полезное |

### Enigmatic Smile (2015)
| №   | Английское название | Переведённое название |
| 1.  | Carry Me Away       | Унеси Меня Прочь      |
| 2.  | Naked City          | Беззащитный Город     |
| 3.  | Snowblind           | Снежный слепой        |
| 4.  | Panick Attack       | Паническая Атака      |
| 5.  | Wolves in the Walls | Волки в Стенах        |
| 6.  | Fragile Line        | Хрупкая Линия         |
| 7.  | Traveler            | Странник              |
| 8.  | Life Cycles         | Жизненный цикл        |
| 9.  | Fame                | Слава                 |
| 10. | New Autumn Light    | Новый Осенний Светоч  |
| 11. | What Is Left        | Что Осталось          |

### Annie Are You Okay? [EP] (2016)
| №  | Английское название      | Переведённое название  |
| 1. | Beat It                  | Бей                    |
| 2. | Scream                   | Кричи                  |
| 3. | They Don’t Care About Us | Они Не Заботятся О Нас |
| 4. | Thriller                 | Триллер                |

### Devil May Care (2016)
| №   | Английское название    | Переведённое название      |
| 1.  | Loud                   | Громкий                    |
| 2.  | What’s Wrong           | Что случилось?             |
| 3.  | Smile                  | Улыбка                     |
| 4.  | D.O.M.I.N.A.N.C.E.     | Д.О.М.И.Н.И.Р.О.В.А.Н.И.Е. |
| 5.  | Blind Line             | Тупиковая Ветвь            |
| 6.  | Thumbs Up, Thumbs Down | Убить, Помиловать          |
| 7.  | Hourglass              | Песочные Часы              |
| 8.  | Photographs            | Фотографии                 |
| 9.  | Gold                   | Золото                     |
| 10. | The Last Planet        | Последняя Планета          |

### Arms (2018)
| №   | Английское название   | Переведённое название   |
| 1.  | Coma Blue             | Апатия                  |
| 2.  | Unaware               | Не Знающие              |
| 3.  | Good Stories          | Хорошие Истории         |
| 4.  | Fully Automatic       | Автоматизирован         |
| 5.  | Sea of Trees          | Море Деревьев           |
| 6.  | Innocence Was Here    | Невиновность Была Здесь |
| 7.  | Humanophobia          | Человекофобия           |
| 8.  | End of the World      | Конец Света             |
| 9.  | Escalators            | Эскалаторы              |
| 10. | Private Paradise      | Личный Рай              |
| 11. | One Second            | Одна Секунда            |
| 12. | Locked Out, Locked In | Замкнут, Открыт         |

### Aurora (2021)
| №   | Английское название          | Переведённое название      |
| 1.  | Like a Parasite              | Словно Паразит             |
| 2.  | STFU (Shut The Fuck Up)      | — (Завали Свой Рот Нахрен) |
| 3.  | The Tragedy                  | Трагедия                   |
| 4.  | Face the Facts               | Признаю Правду             |
| 5.  | Overload                     | Перегрузка                 |
| 6.  | Bonfire of the Millennials   | Костёр Миллениалов         |
| 7.  | The Cocaines Got Your Tongue | Кокаин На Твоём Языке      |
| 8.  | Under Your Tattoos           | Под Твоими Татуировками    |
| 9.  | The Blame Game               | Игра В Виновность          |
| 10. | I Saw What You Did           | Я Видел, Что Ты сделала    |
| 11. | Standing Still               | Стоя На Месте              |
| 12. | Friend or Enemy              | Друг Или Враг              |
| 13. | Terminal Velocity            | Предельные Возможности     |

### Abyss Pt. I [EP] (2023)
| №  | Английское название  | Переведённое название |
| 1. | Into The Abyss       | В бездну              |
| 2. | Human                | Человек               |
| 3. | Ultraviolet          | Ультрафиолетовый      |
| 4. | Throne Of The Sunset | Трон заката           |
| 5. | Calamity             | Бедствие              |
| 6. | Time                 | Время                 |